# Rosa Muchnik de Lederkremer
Rosa Muchnik de Lederkremer (Buenos Aires, Argentina, 12 de enero de 1932) es doctora en ciencias químicas, profesora emérita de la UBA e investigadora superior en CONICET. Ganadora del Diploma al Mérito de los Premios Konex de Ciencia y Tecnología en la categoría de Química Orgánica (1983) y merecedora del Premio Konex de Platino de Ciencia y Tecnología en la categoría de Química Orgánica (2013). Entre sus investigaciones se destacan sus grandes aportes en el área de la glicobiología al investigar la inhibición de la enzima clave para la supervivencia del Trypanosoma Cruzi en el organismo humano.

## Biografía
Rosa es hija de padres inmigrantes judíos provenientes de Ucrania, quienes debieron escapar de su tierra natal a causa de los pogromos y el auge del antisemitismo en el Viejo Continente. Es la primogénita de cuatro hermanos. Al llegar su padre a la Argentina, se instaló primero en la localidad de Pigüé, y al poco tiempo, tras ahorrar dinero, se estableció en la ciudad de Buenos Aires, donde conoció a la madre de Rosa.

## Trayectoria
Rosa se recibió de licenciada en ciencias químicas en la Facultad de Ciencias Exactas y Naturales de la UBA en 1954 y se doctoró en química orgánica en 1956 en la misma casa de estudios. Realizó una beca de perfeccionamiento en la Universidad Estatal de Ohio junto al doctor M.L.Wolfrom (1962-1965) y recibió una beca por parte de la Fundação de Amparo a Pesquisa do Estado de São Paulo para elucidar la estructura de glicoproteínas de Trypanosoma cruzi (1977).
Ha sido directora del Departamento Química Orgánica (DQO UBA-FCEN 1995-1999) y del CIHIDECAR-CONICET (1995-2000), institución de la cual fue la principal impulsora para su creación. Ha sido la primera mujer profesora en el DQO UBA-FCEN (1967) y la única integrante femenina del Comité de Profesoras en la facultad, siendo una pionera en el ámbito académico.

### Membresías
- Asociación Química Argentina.
- American Chemical Society - Division of Carbohydrate Chemistry (American Chemical Society).
- Division of Organic Chemistry (American Chemical Society).
- Sociedad Argentina de Investigaciones Bioquímicas (SAIB).
- Sociedad Argentina de Investigaciones en Química Orgánica (SAIQO).
- Protozoology Society.
- Society for Glycobiology.

## Premios y distinciones
- Premio Konex Mérito Académico en Química Orgánica (1983).[1]
- Premio LALCEC (Liga Argentina de Lucha Contra el Cáncer) (1983) al trabajo "Actividad antitumoral de un polisacárido extraído del hongo Cyttaria johowii".[9][10]
- Premio Dr. Venancio Deulofeu (2000), por parte de la Asociación Química Argentina.[11]
- Premio “Bernardo Houssay” (2004): Premio a la trayectoria en la categoría de Ciencias Exactas y Naturales. Este es un reconocimiento a la investigación científica y tecnológica argentina.[12]
- Premio Consagración de la Academia Nacional de Ciencias Exactas y Naturales (2008).[13]
- Premio Konex de Platino de Ciencia y Tecnología en la categoría de Química Orgánica (2013).[2]
- Reconocimiento como "Personalidad destacada de la Universidad de Buenos Aires" (2021),[14] durante los festejos por el Bicentenario de dicha universidad,[15] recibiendo también una medalla personalizada, una moneda acuñada por la Casa de la Moneda y un sello postal del Correo Argentino (especialmente elaborados para la ocasión).[16]